# Associação Revolucionária das Mulheres do Afeganistão

Associação Revolucionária das Mulheres do Afeganistão (em persa: جمعیت انقلابی زنان افغانستان, Jamiyat-e Enqelābi-ye Zanān-e Afghānestān; em pachto: د افغانستان د ښڅو انقلابی جمعیت; também conhecida pela sigla RAWA, do inglês Revolutionary Association of the Women of Afghanistan) é uma organização de mulheres situada em Quetta, Paquistão, que promove os direitos das mulheres e a democracia secular.

## História

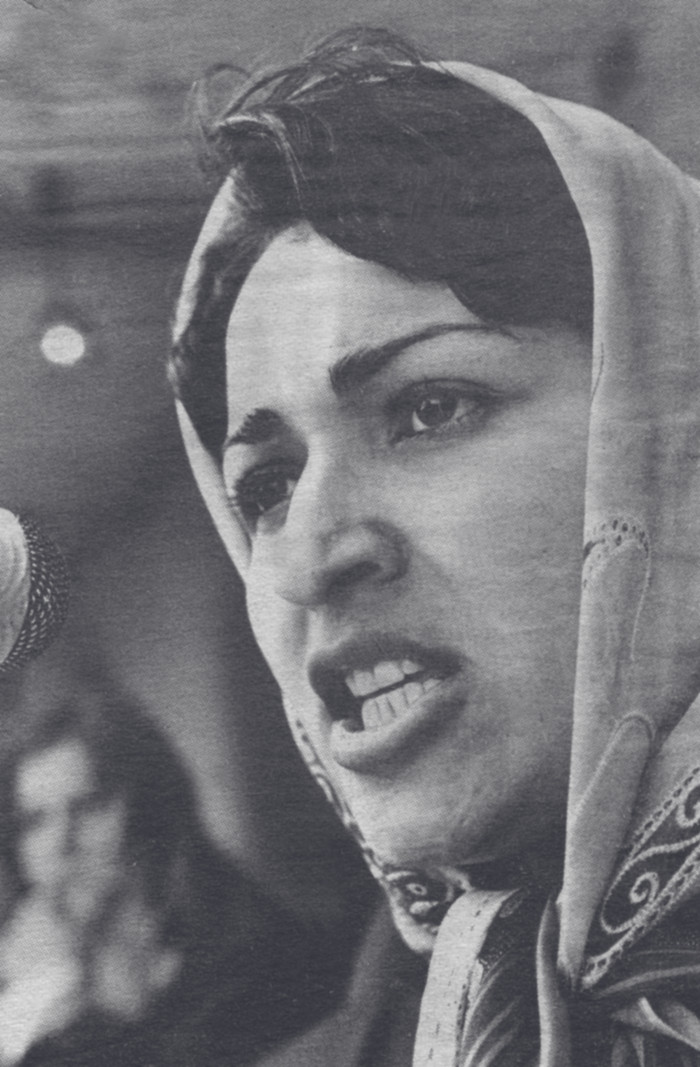
Meena (1956 - 1987), fundadora da RAWA

Foi fundada em 1977 sob a liderança de Meena Keshwar Kamal, uma estudante afegã ativista que foi assassinada em fevereiro de 1987 por agentes afegãos da KGB com ligações a fundamentalistas do partido de Gulbuddin Hekmatyar. O grupo, que abraça a causa de ações estratégicas de não violência, era sediado em Kabul, Afeganistão, mas depois mudou para Paquistão.
A organização visa a envolver as mulheres afegãs em ações sociais e políticas, com vistas a conquista de direitos humanos para elas e manter a luta contra o Governo afegão baseando-se para isso na democracia secular e não em princípios fundamentalistas, nos quais as mulheres são arbitrariamente segregadas.
O grupo opôs-se aos governos soviéticos, o subsequente Mujahideen e o Talebã Islamita e o atual estado de República Islâmica (apoiado pelos EUA).